# Crónicas de San Galo
Las crónicas de San Galo, del latín Casus sancti Galli, son el conjunto de crónicas escritas por los monjes de la Abadía de San Galo en el período comprendido entre finales del siglo IX y la primera mitad del XIII .

## Fases de redacción de las crónicas
| Autor                    | Año de redacción de la crónica | Último año citado en la crónica | Notas |
| ------------------------ | ------------------------------ | ------------------------------- | --- |
| Radberto de San Galo     | c. 890                         | 883                             | Finaliza con la visita al monasterio de Carlos III el Gordo                                              |
| Desconocido              | 922-925                        | ?                               | Probablemente la crónica de Radberto se continuó bajo el abad Hartmann, pero no se han conservado copias |
| Ekkehardo IV             | c. 1050                        | 972                             | Termina con la visita al monasterio de Otón I, Otón II y sus respectivas esposas, Adelaida y Teófano     |
| Continuación anónima I   | Posterior a 1076               | 1022                            | [ 2 ] |
| Continuación anónima II  | Posterior a 1076               | 1076                            | [ 2 ] |
| Continuación anónima III | Posterior a 1133               | 1133                            | [ 2 ] |
| Continuación anónima IV  | Posterior a 1200               | 1200                            | [ 2 ] |
| Continuación anónima V   | c. 1203                        | 1203                            | [ 2 ] |
| Conrado de Fabaria       | c. 1235                        | 1234                            | [ 2 ] |
| Christian Kuchimaister   | 1335                           | 1329                            | Escritor de lengua alemana, autor del Nüwe Casus Monasterii Sancti Galli                                 |